# شارلوت سالیوان

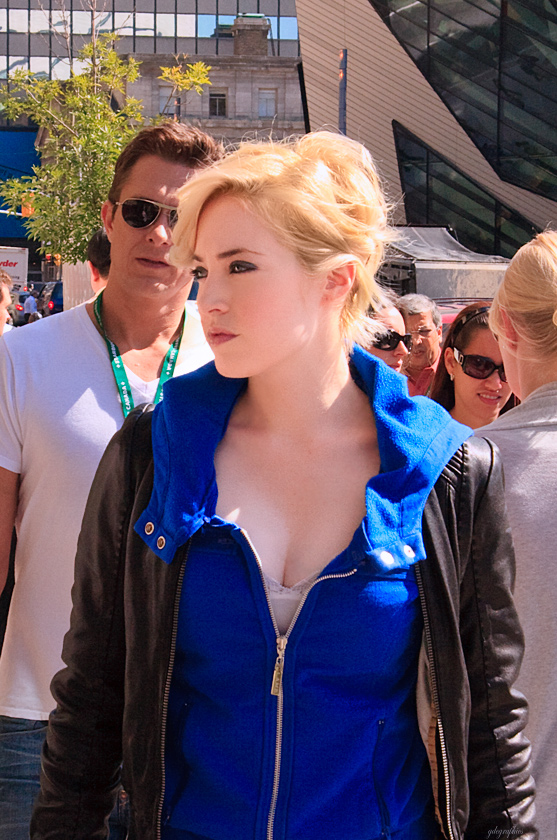
سالیوان در ۳۴مین جشنواره بین‌المللی فیلم تورنتو

شارلوت سالیوان (انگلیسی: Charlotte Sullivan؛ ‏ زادهٔ ۲۱ اکتبر ۱۹۸۳) بازیگر اهل کانادا است. وی از سال ۱۹۹۶ میلادی تاکنون مشغول فعالیت بوده‌است.

## گزیدهٔ نقش‌آفرینی‌ها

### سینما
- کلونی (۲۰۱۳)
- مدافع (۲۰۰۹)
- تب هیجانی شدید (۲۰۰۵)
- نحوه برخورد (۲۰۰۳)
- هریت جاسوس (۱۹۹۶)

### تلویزیون
- مری آدم می‌کشد (۲۰۱۹–۲۰۱۷)
- شیکاگو فایر (۲۰۱۷–۲۰۱۶)
- نجات امید (۲۰۱۵)
- نجیب‌زادگان (۲۰۱۳)
- پلیس‌های تازه‌کار (۲۰۱۵–۲۰۱۰)
- ماجراهای مرداک (۲۰۰۸ و ۲۰۱۳)
- اسمالویل (۲۰۰۸)
- جت جکسون مشهور (۱۹۹۹)
- سایه‌نویس (۱۹۹۷)